# 阿爾泰山脈岩畫群
阿爾泰山脈岩畫群位於蒙古国最西邊的巴彥烏列蓋省之阿尔泰山脉中，該處有數萬至數十萬個繪於岩石上的畫作，作畫年代由西元前11,000年至西元7－8世紀不等，紀錄了人類在此地區跨越一萬二千年的歷史。
阿爾泰山脈岩畫群提供了富有價值的史料，可作為瞭解中亞與北亞交界地區從史前時代至中世纪的社會發展。2011年，阿爾泰山脈岩畫群被联合国教育、科学及文化组织列為世界遗产，成為蒙古國第三個世界遺產。

## 簡介
阿爾泰山脈北端發源自西伯利亚，向東南延伸至哈萨克斯坦、中华人民共和国與蒙古國境內，綿延約2,000公里。阿爾泰山脈岩畫群在蒙古國首都乌兰巴托西方約1,700公里的巴彥烏列蓋省，位於蒙古國、中華人民共和國與俄罗斯邊界附近的阿爾泰山脈中，在陡峭的山岩上，遍布許多不同年代的岩畫遺跡，最早約於西元前11,000年，最晚為西元7－8世紀。有些僅在岩石上雕刻，有些則有加上彩繪，内容多爲狩獵、放牧、征戰、舞蹈、宗教活動，以及家畜和野生動物形象。
最早作畫的年代為更新世末期至全新世前期的史前時代（約西元前11,000－6,000年），由作畫的內容推斷，當時該地仍有部分地區覆蓋著森林，山谷處可提供獵人作為狩獵場所，畫中出現了一些當時的大型動物如猛獁象、原牛等。
之後，隨著氣候的轉變，當地地景逐漸變成今日所見的山地草原，西元前10世紀的斯基泰人主要生活方式變為放牧。在青銅時代至鐵器時代，馬匹的利用逐漸成熟，顯現在有許多騎馬的圖像；另外，在岩石上作畫的技巧也逐漸熟練，使得畫作越發細緻與精美。至西元7－8世紀的後突厥汗國，則展示了使用武裝骑兵征戰的形象。阿爾泰山脈岩畫群位於交通不便、人煙罕至的山區，基本上保護情況良好，並未遭受太多人為的破壞。
阿爾泰山脈岩畫群記錄了史前時代至中世紀一萬兩千年間，人類在中亞與北亞交界地區的生活記錄，提供了歷史研究豐富的材料。此遺跡由北至南可分為察干·薩拉－巴嘎·維高爾、上察干山、阿拉勒·陶勒圭三個區域，各區域距離約35－40公里：

### 察干·薩拉－巴嘎·維高爾

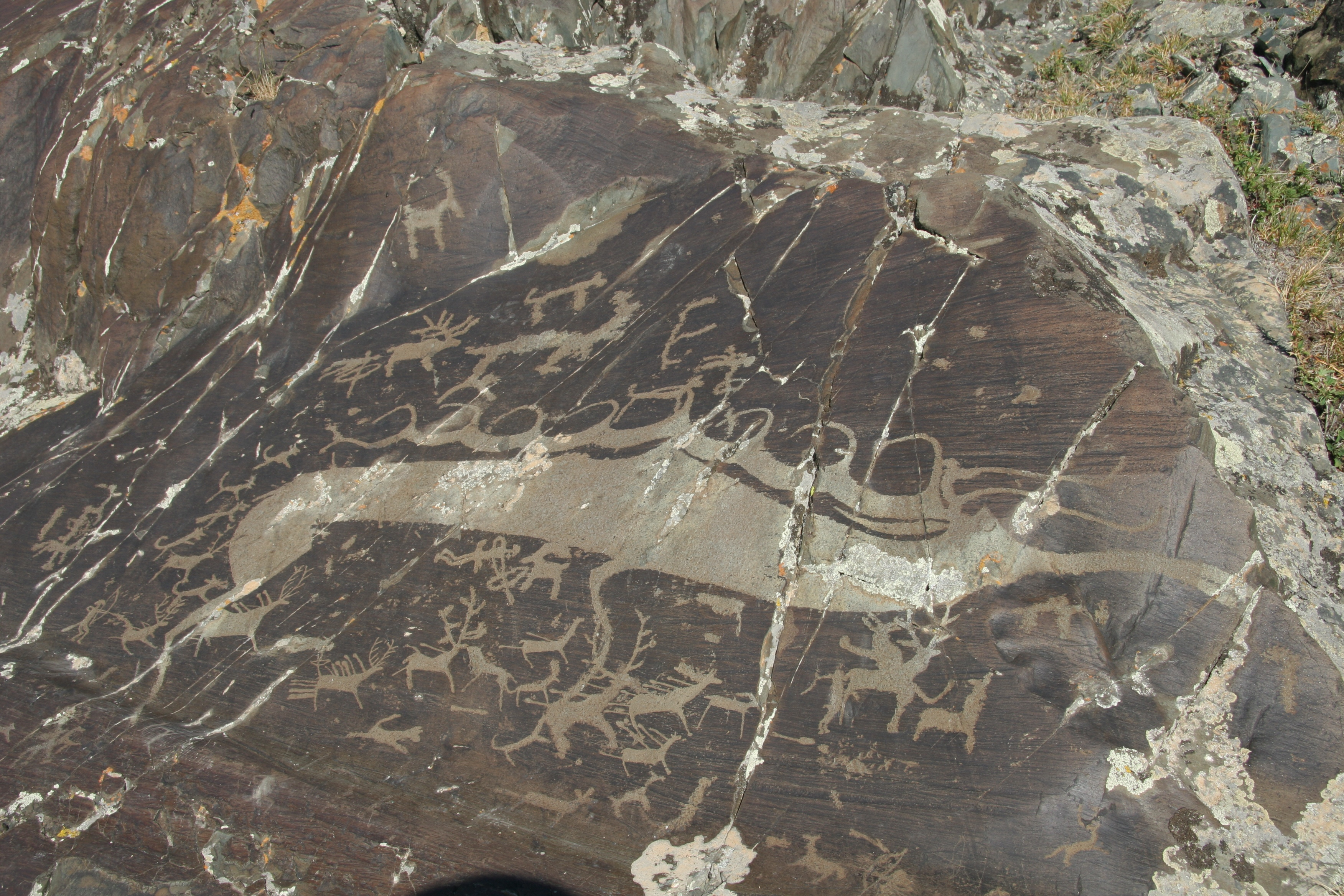
位於察干·薩拉（Tsagaan Salaa）的一處岩畫，有許多隻圖案較小的鹿，繪於青銅時代；中間大隻的鹿，其頭上的角有許多分支，是後來蓋上的，繪於鐵器時代初期。

察干·薩拉－巴嘎·維高爾地區為一座東西向的山谷，山谷的出口在東方，山谷內西邊為察干·薩拉地區、東邊為巴嘎·維高爾地區。遺跡約分布於東西10公里、南北3公里的區域內:53。保護區域面積為2,100公頃，緩衝區域為3,600公頃。該區內可再細分為5,000個考古區域，每個區域內的岩畫數量由1至160個不等。該區域的畫作從更新世末期至後突厥汗國時期，描繪了許多的狩獵與游牧生活。該區域的岩畫規模、跨越年代，與畫作品質為三個區域中最好的。從1990年代中期起，由美國、俄羅斯與蒙古國人員組成的聯合小組，已在此地展開調查工作:14。

### 上察干山
上察干山地區保護區域為9,000公頃，緩衝區域為6,300公頃。該區內可再細分為5,000個考古區域，每個區域內的岩畫數量由1個至100個不等，該區域的畫作年代從青銅時代以後。該區域亦有美國、俄羅斯與蒙古國人員組成的聯合小組在此展開調查工作:15。

### 阿拉勒·陶勒圭
阿拉勒·陶勒圭地區保護區域為200公頃，緩衝區域為800公頃。此地區共有約300幅岩畫，大部分作畫年代為更新世後期，有少量為青銅時代:17。

## 世界遺產登錄
阿爾泰山脈岩畫群在1996年8月被蒙古國列入世界遺產預備名單，當時僅有列入察干·薩拉－巴嘎·維高爾地區。2007年，世界遺產基金提供3萬美元的經費以資助登錄世界遺產的準備工作，之後蒙古國政府於2009年2月將上察干山與阿拉勒·陶勒圭兩個地點加入名單中，並於2010年1月正式向世界遺產委員會申報。2010年10至11月間，國際文化紀念物與歷史場所委員會（ICOMOS）赴當地做實地調查，之後ICOMOS提出的報告認為該遺產具有重大的價值，但遺跡的整理與維護準備工作仍欠周全，建議為「延後登錄」。
不過2011年6月於法国巴黎舉行的第35屆世界遺產委員會會議，仍然是通過審查。因此由蒙古國申報的項目「阿爾泰山脈岩畫群」正式登錄為世界遺產，編號為第1382號。
该世界遗产被认为满足世界遺產登錄基準中的以下基準而予以登錄：
- （iii）呈现有关现存或者已经消失的文化传统、文明的独特或稀有之证据。[9]

| 世界遺產編號 | 名稱                                               | 所在地                     | 保護範圍  | 緩衝範圍  |
| ------------ | -------------------------------------------------- | -------------------------- | --------- | --------- |
| 1382-001     | 察干·薩拉－巴嘎·維高爾（Tsagaan Salaa-Baga Oigor） | 49°20'2.28"N 88°23'43.38"E | 2,100公頃 | 3,600公頃 |
| 1382-002     | 上察干山（Upper Tsagaan Gol）                      | 49°5'41.76"N 88°15'19.34"E | 9,000公頃 | 6,300公頃 |
| 1382-003     | 阿拉勒·陶勒圭（Aral Tolgoi）                       | 48°44'20.22"N 88°8'58.74"E | 200公頃   | 800公頃   |